# Kaieteurfallet

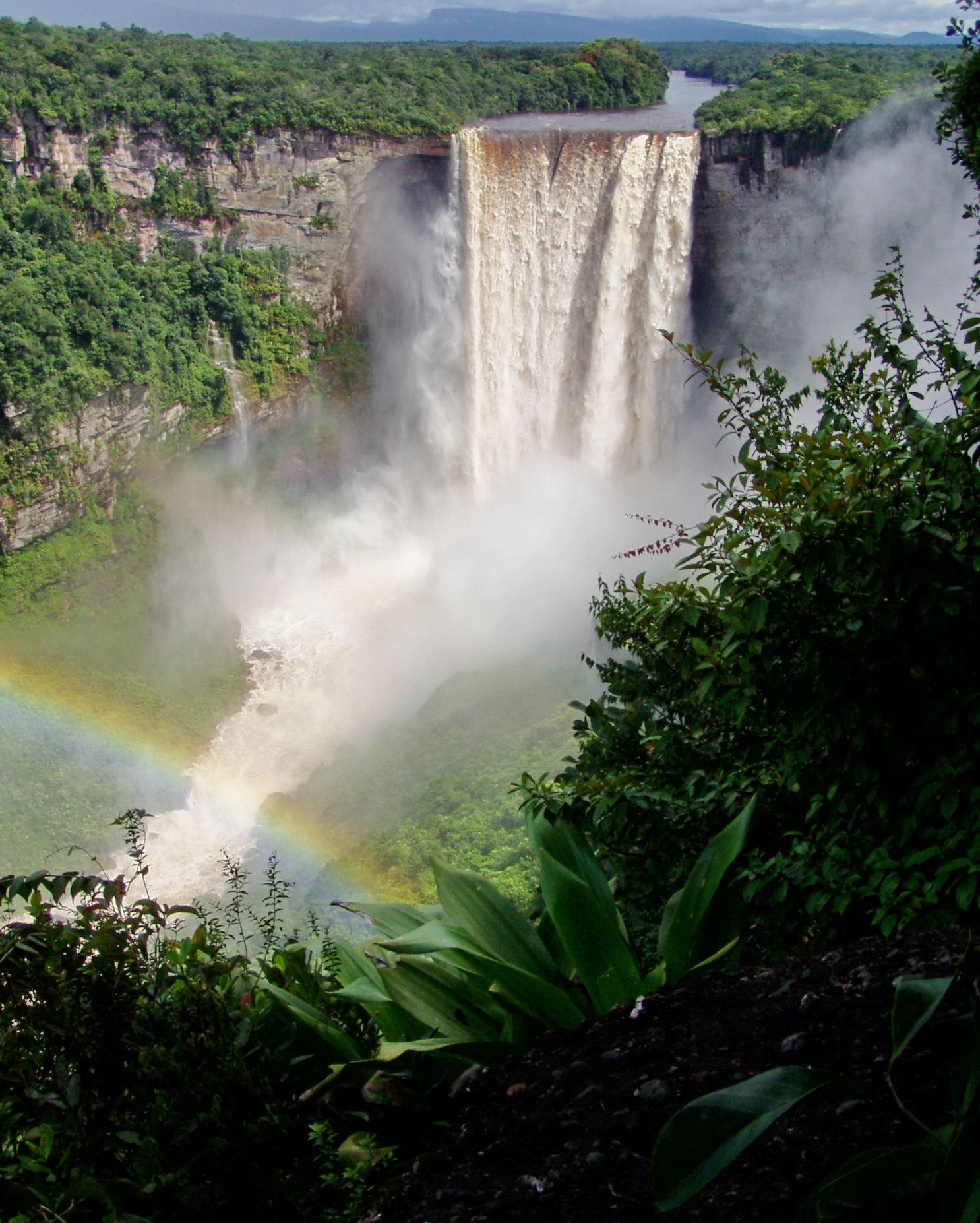
Kaieturfallet under regnsäsong

Kaieteurfallet är ett vattenfall i Guyana i Sydamerika. Fallet, som är ett av världens högsta, är beläget i centrala Guyana, i en nationalpark uppkallad efter fallet, och är en del av vattensystemet Potaro. Det högsta obrutna fallet är 226 meter vid mätning från sandstensklippans rand till den första brytningen. Sedan tillkommer en serie av mindre fall som ökar fallhöjden till 251 meter om dessa räknas med. 
Kaieteurfallet är cirka 5 gånger högre än de välkända Niagarafallen, som är belägna på gränsen mellan Kanada och USA och mer än dubbelt så högt som Victoriafallen på gränsen mellan Zambia och Zimbabwe. Den obrutna fallhöjden  placerar fallet som nummer 122 bland världens högsta vattenfall (inklusive singel- och multi-fall). Fallets vattenflöde placerar fallet som nummer 19 i världen och dess estetiska framtoning rankas som nummer 26.
Fallet som har en hög höjd kombinerat med ett högt flöde, på 663 kubikmeter vatten per sekund, betraktas som ett av världens mest kraftfulla fall och konkurrerar med fall som Jogfallen i Karnataka i Indien, under monsunperioden.
Uppströms fallen längs vattenleden sträcker Potaroplatån ut sig mot Pakaraimabergen som gränsar med Venezuela. Potarofloden rinner upp i Essequibofloden, vilken är Guyanas längsta flod och en av de större i Sydamerika. 

## Historia
Fallet blev upptäckt, ur västvärldens synpunkt, av två brittiska geologer den 24 april 1870. Geologen Charles Barrington Brown blev den förste kända upptäckaren som såg fallen och kom tillsammans med sin kollega James Sawkins från kolonin Brittiska Guyana Brown och James Sawkins ankom till Georgetown 1867 och sammanställde en geologisk rapport under några expeditioner, men Sawkins tog en paus från detta när Brown var vid Kaieteurfallet. De båda britterna lämnade sedan Guyana 1871.
Browns bok "Canoe and Camp life in British Guiana" publicerades 1876. Två år senare, under 1878, publicerade han "Fifteen Thousand Miles on the Amazon and its tributaries".
Enligt en indianlegend från Patamona namnades Kaieteurfallet efter Kai, en hjälte som räddade sitt folk genom att paddla över fallet som ett självmordsoffer till Makonaima, den store anden.

## Turism

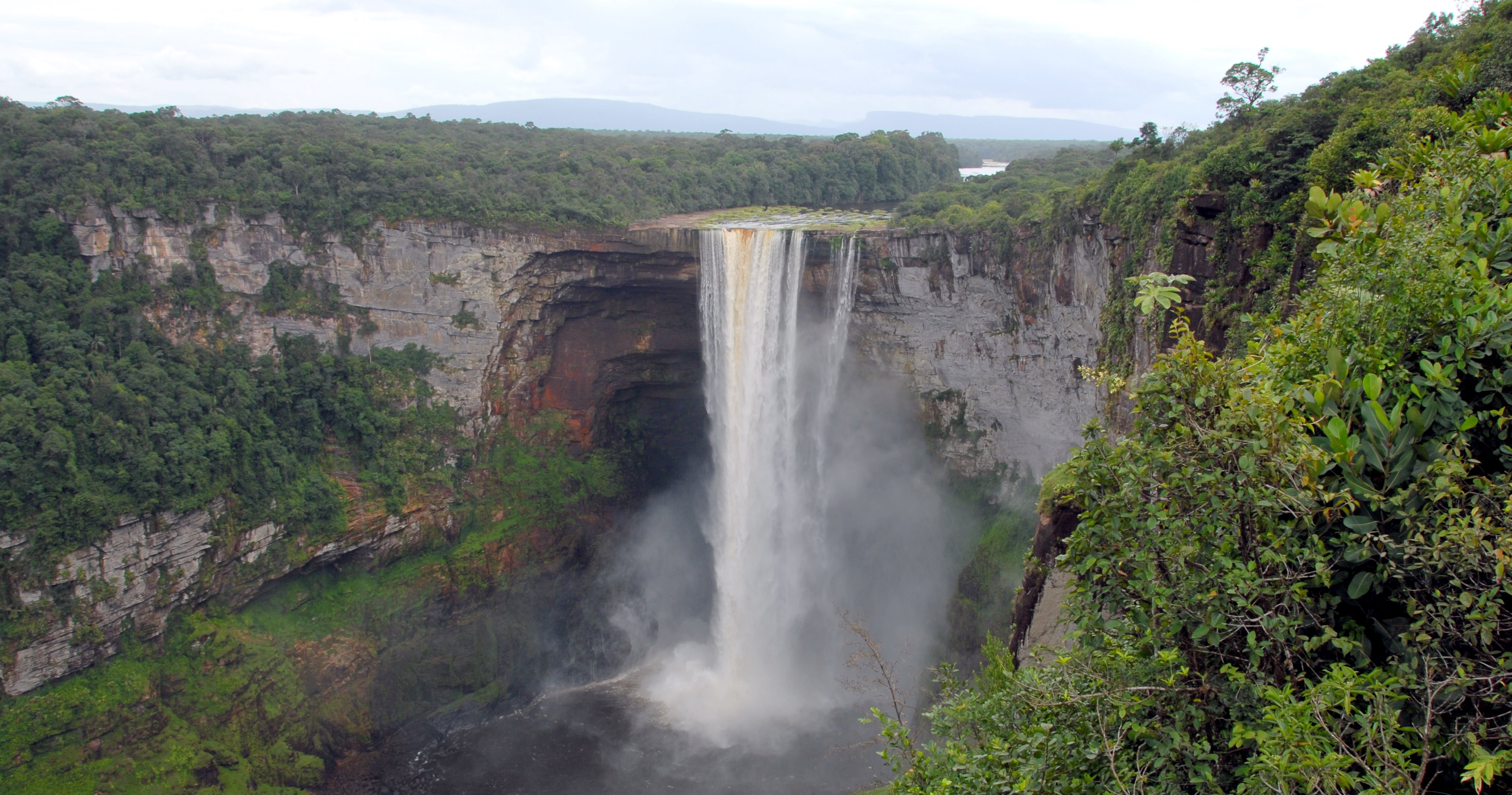
Kaieturfallet utom regnsäsong, 2007

Kaieteurfallet är en huvudattraktion för turismen i Guyana, då fallet och dess omgivande regnskog är ett högt skattat turistmål. Fallen är belägna i Kaieteur National Park, vilken ligger i centrum av Guyanas regnskog. Det går regelbundna flygturer mellan fallets landningsbana och Ogle Airport och Cheddi Jagan International Airport i Georgetown. Det finns också flera organisatörer av äventyrsexpeditioner genom Guyana, och också till fallets fot. Antalet turister uppgår till cirka 40 000 per år.

## Filmexpeditioner
Werner Herzogs dokumentär från 2004 "The White Diamond" fokuserade på Graham Dorrington, en brittisk flygingenjör, som bygger ett droppformat luftskepp för att närmare kunna studera regnskogen. Filmen inbegriper farkostens två första flygningar, såväl som fallen och seglarfåglarna som häckar bakom det. 
I maj 2006, vandrade Ben Fogle till fallen med fem engelska trekkingnoviser i hans serie "Extreme Dreams". Programmet visades i september 2006 på BBC och kritiserades för att trivialisera den lokala kulturen och överdriva expeditionens svårighet. Det inleddes dessutom med att marknadsföra Kaieteurfallet som varande världens högsta obrutna fattenfall, trots att Angelfallen i Venezuela är nästan fyra gånger högre. Positivt var dock att Guyana marknadsfördes och fick sin internationella profil förstärkt.